# Matthias Kaburek
Matthias Kaburek (9. února 1911 Vídeň – 17. února 1976), uváděný také jako Mathias a v Československu někdy jako Matyáš, byl rakouský fotbalový útočník, reprezentant a trenér. Je pohřben ve Vídni.

## Hráčská kariéra
Začínal ve Vienna Cricket and Football-Club, odkud v roce 1928 přestoupil do Rapidu Vídeň. S Rapidem se stal pětkrát mistrem rakouské ligy (1928/29, 1929/30, 1934/35, 1939/40 a 1940/41), jednou vítězem německého mistrovství (1941) a vyhrál s ním také Středoevropský pohár (1930). V ročníku 1934/35 byl se 27 brankami nejlepším střelcem rakouské ligy. Za Rapid nastoupil ve 158 prvoligových utkáních, v nichž docílil 136, nebo 138 branek (různí se záznamy z ročníku 1940/41).
V letech 1936–1939 hrál ve Francii za FC Méty v I. lize (1936–1937) a v nižších soutěžích za US Bassin de Longwy a SC de la Bastidienne Bordeaux.

### Reprezentace
Byl jedním z fotbalistů, kteří reprezentovali více než jednu zemi. Rakousko reprezentoval v letech 1934–1935 ve čtyřech zápasech, v nichž vstřelil dvě branky (obě Švýcarsku). S Rakouskem se účastnil Mistrovství světa ve fotbale 1934, nezasáhl však do žádného utkání. Po anšlusu Rakouska nacistickým Německem nastoupil v roce 1939 za Německo v utkání se Slovenskem.

### Prvoligová bilance
| Ročník          | Zápasy | Góly | Minuty | Klub           |
| --------------- | ------ | ---- | ------ | -------------- |
| I. liga 1928/29 | 7      | 3    | –      | SK Rapid Vídeň |
| I. liga 1929/30 | 17     | 8    | –      | SK Rapid Vídeň |
| I. liga 1930/31 | 18     | 14   | –      | SK Rapid Vídeň |
| I. liga 1931/32 | 19     | 19   | –      | SK Rapid Vídeň |
| I. liga 1932/33 | 3      | 0    | –      | SK Rapid Vídeň |
| I. liga 1933/34 | 16     | 15   | –      | SK Rapid Vídeň |
| I. liga 1934/35 | 22     | 27   | –      | SK Rapid Vídeň |
| I. liga 1935/36 | 19     | 14   | –      | SK Rapid Vídeň |
| I. liga 1936/37 | 17     | 14   | 1 530  | FC Méty        |
| I. liga 1937/38 | 4      | 0    | 360    | FC Méty        |
| I. liga 1939/40 | 13     | 7    | –      | SK Rapid Vídeň |
| I. liga 1940/41 | 12     | 18   | –      | SK Rapid Vídeň |
| I. liga 1942/43 | 6      | 10   | –      | SK Rapid Vídeň |
| I. liga 1944/45 | 6      | 3    | –      | SK Rapid Vídeň |
| CELKEM I. LIGA  | 158    | 138  | –      |                |
| CELKEM I. LIGA  | 21     | 14   | 1 890  |                |

## Trenérská kariéra
Po skončení hráčské kariéry se stal trenérem. V Československu působil v Brně, kde vedl SK Židenice na jaře 1947 v I. lize a na podzim 1947 ve druhé nejvyšší soutěži.